# ماهر شفيق فريد
ماهر شفيق فريد (5 أغسطس 1944 -) هو ناقد وأديب مصري.

## حياته ونشاته
ولد ماهر شفيق فريد في 5 أغسطس 1944، بحي روض الفرج بالقاهرة وكان أبواه من أصل صعيدي. درس في مدرسة مصر الجديدة الثانوية، ومنذ طفلوته وهو يحب القراءة، التحق بقسم اللغة الإنجليزية في كلية الآداب جامعة القاهرة خلال الفترة (1961 - 1965)، وتعرف خلالها علي رشاد رشدي الذي وجه اهتمامه لقراءة الشعر الإنجليزي الحديث وإليوت خصوصًا، وكانت بدايته الحقيقية عام 1961 عندما بدأ الكتابة والترجمة، عندما انضم إلى مجلة الأدب التي كان يصدرها أمين الخولي، وكانت أول مقالة له عن مجموعة غرفة فوق السطح لمحمود البدوي، وهو طالب جامعي قام بترجمة قصائد للشاعر الإنجليزي ت. س. إليوت إلى العربية على صفحات مجلة الأدب، وتعرف في سنوات الجامعة على يحيى حقي، وكتب في مجلة المجلة منذ عام 1963 وهو طالب، وتعرف على إدوارد خرط الذي وجهه لقراءة الأدب الحداثي والفلسفة وعلم النفس.
كان أبواه متعلمين، وكلاهما خريج قسم التاريخ، وكانا زميلين ، دفعة 1934، وأتاح له حضور ندوة محفوظ التي كانت تقام صباح كل يوم جمعة في كازينو صفية حلمي بميدان الأوبرا، وبذلك بدأ التعرف على الحياة الأدبية، ومقابلة أدباء كبار مثل يحيى حقي، وعبد الحميد جودة السحار وعلي أحمد باكثير ويوسف الشاروني وغيرهم، وكان يتردد على ندوات العقاد في بيته بروكسي بمصر الجديدة، وعين بعدها معيداً في كلية الاداب، ثم سافر في بعثة إلى إنجلترا وقضى هناك أربع سنوات لإنجاز الماجستير.

## مؤلفاته
يُعَد ماهر شخصيةً استثنائية في مجال الترجمة والتأليف في النقد الأدبي، فهو يَعكف على القراءة والكتابة بعيدًا عن الأضواء، ويحرص في كتاباته على إبراز أعلام الأدب والثقافة في القرن العشرين الذين لم يَنالوا حظَّهم من الشُّهرة، فيجتهد في جمع أعمالهم ودراستها، كما يُعرَف عنه وفاؤه الشديد لأعلام هذا القرن أمثال طه حسين والعقاد وغيرهما، تنوَّع إنتاجه بين الترجمة والتأليف في مجال النقد الأدبي:

### من أبرز أعماله المؤلَّفة:[7]
- «ما وراء النص»[8]
- «تُساعية نقدية»
- «النوافذ السحرية: دراسات في آداب أجنبية»
- «أربعة نقَّاد معاصِرون»

### أمَّا أعماله المترجَمة فأبرزُها
- ترجمةُ الأعمال الكاملة للشاعر الإنجليزي «ت. س. إليوت»
- «المختار من أجمل القصص العالمية».

## جوائز
فائز بجائزة الشيخ حمد في للترجمة والتفاهم الدولي عن أعماله الترجمية بين اللغتين العربية والإنجليزية.